# Terry Furlow
Terry Furlow, né le 18 octobre 1954 à Flint, Michigan et décédé dans un accident de la route le 23 mai 1980 à l'âge de 25 ans, était un ancien joueur américain de basket-ball. Il a évolué durant sa carrière aux postes d'ailier ou d'arrière.
Issu de l'équipe universitaire des Spartans de Michigan State, il est drafté en 1976 par les 76ers de Philadelphie en 12e position.
Il a évolué en NBA durant 4 saisons.